# Gasthof Zur Schwane (Abtswind)

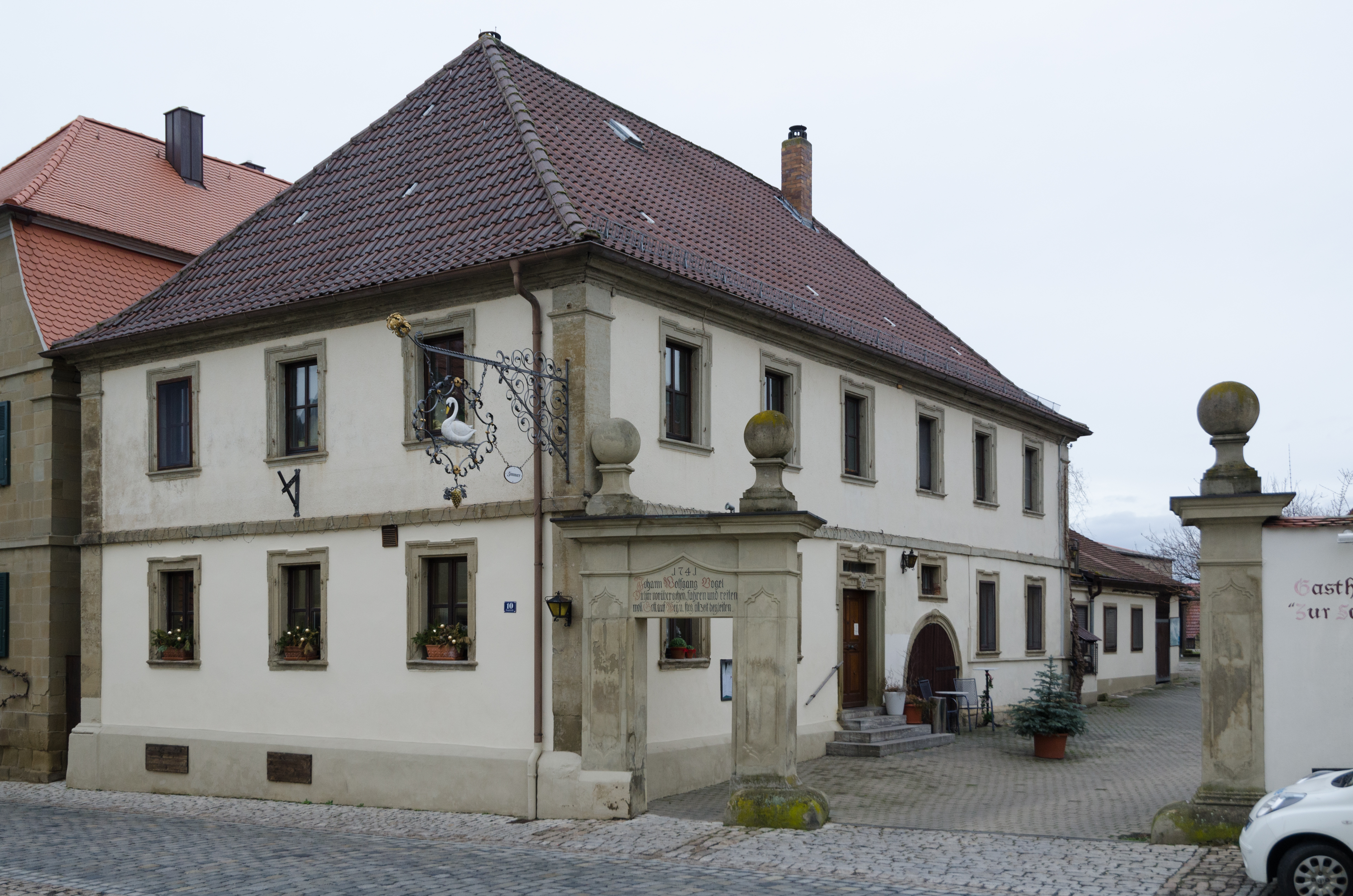
Das Haus in Abtswind

Der Gasthof Zur Schwane (Adresse Hauptstraße 10; früher Hausnummer 74) ist ein denkmalgeschütztes Gebäude im Altort des unterfränkischen Abtswind.

## Geschichte
Das Haus in der Hauptstraße 10 wurde im Jahr 1739 am Rande des Abtswinder Altortes errichtet. Bereits zu diesem frühen Zeitpunkt entstand das Anwesen als Gasthof, der den Namen „Zur Schwane“ erhielt. Der Gründer des Hauses verewigte sich auf einer Inschrift im Hofportal: „Johann Wolfgang Vogel. Die hier vorüber gehen, fahren und reiten, woll Gott auf Weg u. steg allzeit begleiten.“ Daneben wurde das Monogramm des Gasthausgründers auch fehlerhaft am Gebäude selbst als „IWF“ angebracht.
Im Jahr 1885 wurde das Gasthaus an den Fleischer und Braumeister Andreas Schäfer verkauft. Er ließ in den Räumlichkeiten eine Brauerei einrichten. Seitdem blieb die Familie Schäfer im Besitz des Anwesens. 1920 gelangte die Gastwirtschaft an den Sohn Christian, der bald darauf Dorothea Rost aus Wasserberndorf heiratet. Nach dem frühen Tod des Christian Schäfer ehelicht die Witwe Georg Huscher aus Abtswind. Erst 1954 gelangt das Haus wieder an einen Schäfer. 1955 wurden durch Georg und seine Frau Herta Schäfer einige Umbauten am Gebäude vorgenommen. Heute (2022) betreiben Karola und Herbert Schäfer die „Schwane“.

## Beschreibung
Das Haus in der Hauptstraße 10 präsentiert sich als zweigeschossiger Walmdachbau des Barock. Es wurde im Jahr 1739 errichtet und weist die typischen geohrten Fenster- und Türohrungen auf. Das Haus wurde mit Eckpilastern verziert, die beiden Geschosse sind mit einem Gesims voneinander getrennt. Das Haus ist von einer Hofanlage umgeben, sodass das Hauptportal zur Hofseite ausgerichtet wurde. Hier ist auch ein rundbogiges Kellerportal zu finden, das auf die Nutzung als Bierkeller hinweist.
Vor dem Hof hat sich ein Hofportal aus dem Jahr 1741 erhalten. Es wurde mit einer Inschrift ausgestattet. Das Portal präsentiert sich mit zwei hohen Pfeilern links und rechts, die jeweils mit einem langgestreckten Kassettenfeld ausgestattet wurden. Darüber wurde ein doppelter Querbalken angebracht, die von einer vorspringenden Abdeckung überragt werden. Die beiden Querbalken werden ebenfalls durch ein Gesims gegliedert, das im Zentrum eine spitzbogige Gliederung erfährt. Das Portal schließt mit zwei hohen Steinkugeln ab, die statt der sonst üblichen Vasenaufsätzen Aufstellung fanden.